# Бамлаг
Бамлаг (Байкало-Амурський виправно-трудовий табір) (рос. Байкало-Амурский исправительно-трудовой лагерь) — підрозділ, що діяв в структурі Головного управління виправно-трудових таборів Народного комісаріату внутрішніх справ СРСР (ГУЛАГ НКВД).

## Історія
Бамлаг організований в 1932 році і в оперативному управлінні підпорядковувався безпосередньо ГУЛАГ  НКВС. Управління Бамлагу розташовувалося в місті  Свободний Далекосхідного краю (нині місто Свободний, Амурська область). Бамлаг організований в результаті реорганізації Управління будівництва Байкало-Амурської магістралі Народного Комісаріату шляхів сполучення (УС БАМ НКПС) і передачі його в розпорядженні Управління Будівництва Байкало-Амурської магістралі ОГПУ. Начальником Бамлагу був призначений  Н. А. Френкель, який раніше очолював будівництво  Біломорканалу.
Бамлаг розформовано в травні 1938 року і на його базі створено:
- Амурський залізничний виправно-трудовий табір,
- Південний залізничний виправно-трудовий табір,
- Західний залізничний виправно-трудовий табір,
- Східний залізничний виправно-трудовий табір,
- Південно-східний залізничний виправно-трудовий табір,
- Бурейський залізничний виправно-трудовий табір.

## Виробництво
Завданням Бамлагу з моменту його створення став розвиток Транссибірської залізниці, роботи з будівництва Байкало-Амурської магістралі ( БАМ), роботи з будівництва других колій на Забайкальській і Уссурійській залізницях.

## Жертви
У числі багатьох в Бамлазі загинули  священномученик єпископ Герман (в миру Кокель Григорій Опанасович), преподобномученик ієромонах Косма (в миру Магда Павло Степанович), священномученик диякон Сергій Астахов (в миру Астахов Сергій Миколайович), священномученик ієрей Олександр Абіссов, священномученик священик Димитрій Легейда (в миру Легейда Дмитро Костянтинович), мученик  Андрій Аргунов пізніше зараховані до лику святих  Російської православної церкви. Там же загинули семітолог Соколов Михайло Миколайович, ієромонах Елеазар (в миру Воскресенський Яків В'ячеславович), ієрей  Української Автокефальної Православної Церкви Олексій Дмитрович Усенко.

## Згадки в літературі
- "Через Бамлаг пройшли такі видатні люди Росії, як учений і філософ  П. А. Флоренський, маршал Радянського Союзу К. К. Рокоссовський, письменники В. Н.  Ажаєва, С. А. Воронін, Ю. О. Домбровський … При управлінні БАМЛАГу працював спецлагерсуд, за вироками якого тільки за сім днів серпня 1937 року було розстріляно вісімсот тридцять сім осіб: 5-го серпня в 4:00 ранку — сімдесят дев'ять, 7-го серпня в 3:00 ночі — сто двадцять два, 9-го серпня з першої до третьої ночі — вісімдесят чотири, 10-го серпня з дванадцяти до чотирьох ночі — сто двадцять сім, 11-го серпня — сто двадцять вісім, 14-го серпня — сто сорок п'ять, 16-го серпня — сто п'ятдесят два. Ці страшні цифри взяті з матеріалів оперативного обліку приведення у виконання смертних вироків тільки за півмісяця, але ж Бамлаг існував ціле десятиліття — з 1932 по 1941 рік. І весь цей час йшли розстріли в бамлагівській «фабриці смерті» ". (Валерій Поздняков)

- "БАМ, про який так багато шуміли в недавні роки, має пряме відношення до Сталінградської битви. Правда, до 1941 року він називався Бамлаг, а з усього, що НКВД встигло створити на кістках «ворогів народу», вціліла лише станція Тинда, де треба б ставити пам'ятник не комсомольцям-добровольцям, а саме їм — побитим, голодним, вмираючим і постріляні прямо на шпалах ". (В. С. Пікуль)[1]